# Horst Strahl
Horst Strahl (* 11. Januar 1936) ist ein ehemaliger deutscher Fußballspieler, der für den SC Chemie Halle 33 Spiele in der DDR-Oberliga, der höchsten Spielklasse im DDR-Fußball, bestritt und dort acht Tore erzielte.

## Sportliche Laufbahn
Horst Strahl begann seine Karriere im höherklassigen Fußball 1955 als 19-Jähriger beim zweitklassigen DDR-Ligisten SC Wissenschaft Halle. Seine Entwicklung verlief zunächst schleppend. Als im Herbst 1955 eine Übergangsrunde zur Überleitung zum Kalenderjahr-Spielrhythmus ausgetragen wurde, kam Strahl bei der 13-Spiele-Runde in der DDR-Liga nur einmal zum Einsatz. Auch seine drei Punktspieleinsätze in der Saison 1956 waren noch überschaubar. Erst 1957 konnte er sich steigern und kam bei den 26 Punktspielen auf 14 Einsätze, bei denen er auch noch drei Tore erzielte. Den Durchbruch schaffte Strahl im Spieljahr 1958, in dem er nur drei Punktspiele versäumte aber mit dreizehn Treffern bester Torschütze seiner Mannschaft wurde. Die trat nach einer Fusion mit dem SC Chemie Halle in der Rückrunde der Saison als SC Chemie II an.
Die Fusion verhalf Strahl 1958 auch zu seinen beiden ersten Oberligaspielen, die er für die 1. Mannschaft des SC Chemie bei den letzten zwei Punktspielen als Stürmer bestritt. Nach dem Abstieg des SC Chemie kehrte Strahl wieder in die DDR-Liga zurück, schaffte es dort aber zum Stammspieler. Er kam beim Sportclub in 22 von 26 Punktspielen als Linksaußenstürmer zum Einsatz und zeigte sich mit acht Toren erneut treffsicher. In seine zweite Oberligasaison startete Strahl 1960 verhalten, wurde erst im vierten Punktspiel aufgeboten, spielte erst in der Rückrunde wieder regelmäßig und kam schließlich auf 16 Punktspieleinsätze und vier Tore. 1961 kehrte der DDR-Fußball zum Sommer-Frühjahr-Spielrhythmus zurück, dazu wurde eine 39 Spiele umfassende Spielzeit ausgetragen, die vom März 1961 bis zum Juni 1962 dauerte. Im ersten Drittel der Spielzeit wurde Strahl mit kurzen Unterbrechungen in elf Punktspielen in der Regel als Stürmer auf Linksaußen eingesetzt. Nach der Sommerpause wurde Gerhard Schmidt reaktiviert, der zuletzt 1958 Punktspiele für die 1. Mannschaft des  SC Chemie bestritt hatte. Trainer Horst Sokoll setzte ihn anstelle von Strahl auf Linksaußen ein, der für den Rest der Spielzeit nur noch viermal in der Oberliga zum Zuge kam.
Im Sommer 1962 beendete Horst Strahl seine Laufbahn im höherklassigen Fußball und schloss sich 1963 als Freizeitfußballer der drittklassigen BSG Motor Ammendorf an. 1966 wurde er mit den Ammendorfern Bezirksmeister, 1970 zog er sich endgültig vom Fußballsport zurück.